# Lista jocurilor video: I-O
Aceasta este o listă alfabetică de jocuri video, care conține jocurile de la I la O 
- Jocuri video A-C
- Jocuri video D-H
- Jocuri video I-O
- Jocuri video P-S
- Jocuri video T-Z

## I
- Ice Age 2: The Meltdown (Vivendi Games, 2006)
- Ice Climbers
- Ice Climbers-e
- Ice Nine
- Icewind Dale
- IGI series
  - Project I.G.I. (2000)
  - IGI-2: Covert Strike (2003)
- I-go
- I Have No Mouth, and I Must Scream (1995)
- Ikaruga
- iM1A2
- Independence War (a.k.a. I-War)
- Imogen (Micro Power, 1986)
- Imperium Galactica (Digital Reality, 1997)
- Imperium Galactica II: Alliances (Digital Reality, 2000)
- ``Import Tuner Challenge (Genki)
- Impossamole (1990, Core)
- Impossible Mission (Epyx, 1983)
- Impossible Mission II (Epyx, 1988))
- Independence War 2: Edge of Chaos
- Indiana Jones and the Fate of Atlantis
- Indiana Jones and the Last Crusade: The Graphic Adventure (1989)
- Indy 500 (Atari, 1977)
- IndyCar
- I-Ninja (Argonaut Games, 2004)
- Innocent Until Caught
- Inspector Gadget
- Inspector Gadget: Advance Mission
- The Institute
- Intellivision Lives!
- International Cricket Captain series
- International Cricket Captain
  - International Cricket Captain 2
  - International Cricket Captain 2000
  - International Cricket Captain 2001
  - International Cricket Captain 2002
  - International Cricket Captain 2005
- International Karate
- International Karate Plus
- Invasion of the Mutant Space Bats of Doom (Pop, 1995)
- Iridion 3D
- Iron Seed (Channel 7, 1994)
- Italia '90

## J
- Jack Nicklaus's Golf
- Jade Empire
- Jak and Daxter Series
  - Jak and Daxter
  - Jak 2
  - Jak 3
  - Jak X: Combat Racing
  - Daxter
- James Pond seria (Millennium, 1990)
  - James Pond
  - James Pond 2: Codename: RoboCod
  - The Aquatic Games
  - James Pond 3: Operation Starfish
- Jetfighter series
- Jeremy McGrath Supercross 2000
- Jetpac
- Jetset (1980)
- Jet Set Willy
- JezzBall
- Jinxter
- Jocky Wilson's Darts Challenge
- Jocky Wilson's Darts Compendium
- John Madden Football
- Jonah Lomu Rugby
- Journey
- Journey Across the Abyss
- The Journeyman Project series
  - The Journeyman Project (1993)
  - The Journeyman Project 2: Buried in Time (1995)
  - The Journeyman Project 3: Legacy of Time (1998)
- Journey to the Centre of the Earth (Ozisoft, )
- Joust
- J The Beer
- Juka and Monophonic Menace
- Jump 'n Bump (Brainchild, 1998)
- Jumpman
- Jumping Flash!
- Jumping Flash! 2
- Jurassic Park series
  - Jurassic Park III: DNA Factor
  - Jurassic Park 3: Island Attack
  - Jurassic Park III: Park Builder

## K
- K240
- Kabuki Quantum Fighter
- Kampfgruppe (1985)
- Karateka
- Katamari Damacy (2004)
- KGB
- Killer Instinct
- Kill Yourself
- Killzone
- Kick Off
- Kick Off 2
- Kid Icarus seria
  - Kid Icarus Uprising
- Kids on Keys (Spinnaker, 1984)
- King of Dragon Pass
- King of Fighters seria (1994)
- King's Quest seria
  - King's Quest I: Quest for the Crown (1984)
  - King's Quest II: Romancing the Throne (1985)
  - King's Quest III: To Heir Is Human (1986)
  - King's Quest IV: The Perils of Rosella (1988)
  - King's Quest V: Absence Makes the Heart Go Yonder! (1990)
  - King's Quest VI: Heir Today, Gone Tomorrow (1992)
  - King's Quest VII: The Princeless Bride (1994)
  - King's Quest VIII: The Mask of Eternity (1998)
- King of Fighters
- Kingdom Hearts seria
  - Kingdom Hearts
  - Kingdom Hearts: Chain of Memories
  - Kingdom Hearts II
- King of the Zoo
- Kingdom Under Fire seria
  - Kingdom Under Fire: The Crusaders
- Kirby seria
  - Kirby 64: The Crystal Shards (N64, 2002)
  - Kirby Air Ride (GCN, 2003)
  - Kirby and the Amazing Mirror (GBA, 2004)
  - Kirby: Nightmare in Dream Land (GBA, 2002)
  - Kirby Super Star (SNES, 1996)
  - Kirby Tilt 'n' Tumble (GBC, 2001)
  - Kirby's Adventure (NES, 1993)
  - Kirby's Avalanche (SNES, 1995)
  - Kirby's Block Ball (GB, 1996)
  - Kirby's Dream Course (SNES, 1995)
  - Kirby's Dream Land (GB, 1992)
  - Kirby's Dream Land 2 (GB, 1993)
  - Kirby's Dream Land 3 (SNES, 1997)
  - Kirby's Pinball Land (GB, 1993)
  - Kirby's Star Stacker (GB, 1997)
- Klax (Atari Games, 1989)
- Klondike solitaire
- Knight Lore
- Knockout Kings seria
- Krakout
- Kuma\War
- Kung Fu Master
- Kuru Kuru Kururin

## L
- Labyrinth (Lucasfilm, 1986)
- The Labyrinth of Time
- Ladder
- Lady Sia
- Lakers versus Celtics
- Lamers
- Land of Devastation
- Laser Squad
- The Last Ninja seria
- Law of the West
- Lazy Jones
- LBreakout
- Leather Goddesses of Phobos seria
- Legacy of the Ancients
- Legend of Kage (Taito, 1986)
- Legacy of Kain seria
- Legal Crime
- Legend of the Red Dragon
- The Legend of Zelda seria
  - Link: The Faces of Evil (Phillips CDi)
  - The Legend of Zelda (NES/GBA, 1987/2004)
  - The Legend of Zelda: A Link to the Past (SNES, 1992)
  - The Legend of Zelda: Collector's Edition (GCN, 2003)
  - The Legend of Zelda: A Link to the Past/Four Swords (GBA, 2002)
  - The Legend of Zelda: Four Swords Adventures (GCN, 2004)
  - The Legend of Zelda: Link's Awakening (GB, 1993)
  - The Legend of Zelda: Link's Awakening DX (GBC, 1998)
  - The Legend of Zelda: Majora's Mask (N64, 2000)
  - The Legend of Zelda: Ocarina of Time (N64, 1998)
  - The Legend of Zelda: Ocarina of Time Master Quest (GCN, 2003)
  - The Legend of Zelda: Oracle of Ages (GBC, 2001)
  - The Legend of Zelda: Oracle of Seasons (GBC, 2001)
  - The Legend of Zelda: The Phantom Hourglass (DS,2007)
  - The Legend of Zelda: The Minish Cap (GBA, 2005)
  - The Legend of Zelda: The Wind Waker (GCN, 2003)
  - The Legend of Zelda: Twilight Princess (GCN, 2006)
  - Zelda: The Wand of Gamelon (Phillips CDi)
  - Zelda's Adventure (Phillips CDi)
  - Zelda II: The Adventure of Link (NES/GBA, 1988/2004)
- Legionnaire (joc video)
- Lego Bionicle
- Lego Island
- Lego Star Wars: The Video Game
- Lego Star Wars 2: The Original Trilogy
- Leisure Suit Larry seria
- Lemmings seria
  - Lemmings
  - Oh No! More Lemmings
  - Lemmings 2: The Tribes
- Lethal Xcess
- LHX Attack Chopper
- Liero
- Life and Death
- Life and Death 2: The Brain
- Life Force
- Lineage
- A Line in the Sand
- Links
- Lines (Color Lines)
- Lionheart
- Liquid War
- Little Big Adventure
- Little Computer People
- Little Ninja Brothers
- Llamatron
- Seria LMA Manager
- Lode Runner
- The Longest Journey
- LOOM
- Loopz
- Lords of Conquest
- The Lords of Midnight
- The Lost Admiral
- Lost Kingdoms
- Lost Kingdoms II
- The Lost Vikings (1993)
- Lugaru (PC/Mac)
- Seria Lunar
  - Lunar: Dragon Song (NDS)
  - Lunar Legend (GBA)
  - Lunar: Silver Star Story Complete (PS)
  - Lunar: The Silver Star (Sega CD)
  - Lunar 2: Eternal Blue (Sega CD)
  - Lunar 2: Eternal Blue Complete (PS)
- Lunar Jetman
- Lux

## M
- M & M's Minis Madness
- M-1 Tank Platoon (1989)
- Medal of Honor: Allied Assault

### Ma
- Madagascar
- Madden NFL Series
- Madness and the Minotaur (Spectral Associates, 1981)
- Maelstrom
- Mafia: The City of Lost Heaven
- The Magic Candle
- Magic Carpet
- Magic Jewelry
- Magic: The Gathering
- Magic Sword (Capcom, 1990)
- Mall Tycoon seria
  - Mall Tycoon
  - Mall Tycoon 2
  - Mall Tycoon 3
- Manhunter (joc video)
- Maniac Mansion (1987)
- Manic Miner (1983)
- MapleStory
- Marathon (1994)
  - Marathon 2: Durandal (1995)
  - Marathon Infinity (1996)
- Marble Madness
- Mario and Luigi: Partners in Time (2005,DS)
- Mario and Luigi: Superstar Saga (2003,GBA)
- Mario and Wario
- Mario Bros.
- Mario Bros.-e
- Mario Golf seria
  - Mario Golf
  - Mario Golf: Toadstool Tour
  - Mario Golf: Advance Tour
- Mario Hoops 3on3
- Mario Is Missing!
- Mario Kart seria
  - Super Mario Kart
  - Mario Kart 64
  - Mario Kart Super Circuit
  - Mario Kart: Double Dash!!
  - Mario Kart Arcade GP
  - Mario Kart DS
- Mario Paint
- Mario Party seria
  - Mario Party
  - Mario Party 2
  - Mario Party 3
  - Mario Party 4
  - Mario Party 5
  - Mario Party 6
  - Mario Party 7
  - Mario Party-e
  - Mario Party Advance
- Mario Picross
- Mario Pinball Land
- Mario Tennis seria
  - Mario Tennis
  - Mario Tennis: Power Tour (2005,Nintendo,GBA)
  - Mario Power Tennis** (2004,Nintendo,GBA)
- Mario's Time Machine
- Mario Vs. Donkey Kong (2004,Nintendo,GBA)
- Mario Vs. Donkey Kong 2 (2006,Nintendo,DS)
- Marvel's Spider-Man (2018, PS4)
- Marvel's Spider-Man: Miles Morales (2020,PS4 si PS5)
- Mask of the Sun
- Masterblaster
- Master of Magic (simtex / Microprose 1993)
- Master of Orion seria
- Masters of the Universe - He-Man: Power of Grayskull
- Masters of the Universe - He-Man: Defender of Grayskull
- Mat Hoffman's Pro BMX
- Max Payne
  - Max Payne 2: The Fall of Max Payne
- Mazzembly 1997

### Me
- MechAssault (2002)
- MechAssault 2: Lone Wolf (2004)
- Mech Brigade (1985)
- MechWarrior seria
  - MechWarrior 2: 31st Century Combat
  - MechWarrior 2: Mercenaries
  - MechWarrior 3
  - MechWarrior 4
  - MechWarrior 4: Mercenaries
- Seria Medal of Honor
  - Medal of Honor: Allied Assault
  - Medal of Honor: Allied Assault: Breakthrough
  - Medal of Honor: Allied Assault: Spearhead
  - Medal of Honor: European Assault
  - Medal of Honor: Frontline
  - Medal of Honor: Infiltrator
  - Medal of Honor: Pacific Assault
  - Medal of Honor: Rising Sun
  - Medal of Honor: Underground
- Medieval: Total War
- Mega Man (RockMan) seria
  - Mega Man
  - Mega Man 2
  - Mega Man 3
  - Mega Man 4
  - Mega Man 5
  - Mega Man 6
  - Mega Man 7
  - Mega Man 8
  - Mega Man I: Dr. Wily's Revenge (GB)
  - Mega Man II (GB)
  - Mega Man III (GB)
  - Mega Man IV (GB)
  - Mega Man V (GB)
  - Mega Man & Bass
  - Mega Man Anniversary Collection (GCN, PS2)
  - Mega Man Battle & Chase
  - Mega Man's Soccer
- Mega Man Battle Network seria
  - Mega Man Battle Chip Challenge
  - Mega Man Battle Network
  - Mega Man Battle Network 2
  - Mega Man Battle Network 3 Blue
  - Mega Man Battle Network 3 White
  - Mega Man Battle Network 4 Blue Moon
  - Mega Man Battle Network 4 Red Sun
  - Mega Man Network Transmission
- Mega Man Legends seria
  - Mega Man Legends
  - Mega Man 64
  - Mega Man Legends 2
  - The Misadventures of Tron Bonne
- Mega Man X seria
  - Mega Man X
  - Mega Man X2
  - Mega Man X3
  - Mega Man X4
  - Mega Man X5
  - Mega Man X6
  - Mega Man X7
  - Mega Man X8
  - Mega Man Xtreme
  - Mega Man Xtreme 2
  - Mega Man X Command Mission
- Mega Man Zero seria
  - Mega Man Zero
  - Mega Man Zero 2
  - Mega Man Zero 3
  - Mega Man Zero 4
- Menace Beach
- Men In Black seria
  - Men In Black: The Series
  - Men in Black: The Series 2
  - Men In Black II: Alien Escape
- Metal Gear seria
  - Metal Gear (1987)
  - Metal Gear 2: Solid Snake (1990)
  - Metal Gear Solid (1998)
    - Metal Gear Solid: Integral (1999)
    - Metal Gear Solid: VR Missions (1999)
    - Metal Gear Solid: The Twin Snakes (2004)
    - Metal Gear Solid: Digital Graphic Novel (2006)

  - Metal Gear Solid 2: Sons of Liberty (2001)
    - The Document of Metal Gear Solid 2 (2002)
    - Metal Gear Solid 2: Substance (2002)

  - Metal Gear Solid 3: Snake Eater (2004)
    - Metal Gear Solid 3: Subsistence (2005)

  - Metal Gear Solid: Portable Ops (2007)
  - Metal Gear Solid 4: Guns of the Patriots (2007)
  - Snake's Revenge (1990)
  - Metal Gear: Ghost Babel (2000)
  - Metal Gear Ac!d (2004)
  - Metal Gear Ac!d 2 (2005)
- Metal Mutant
- Metal Slug seria
- Meteor, the Stone, and a Long Glass of Sherbet, the - the Interactive Memoirs of a Diplomat (Graham Nelson, 1996)
- Metro Cross
- Metroid seria
  - Metroid (NES/GBA, 1986/2004)
  - Metroid II: Return of Samus (GB, 1991)
  - Super Metroid (SNES, 1994)
  - Metroid Fusion (GBA, 2002)
  - Metroid Prime (GCN, 2002)
  - Metroid: Zero Mission (GBA, 2004)
  - Metroid Prime 2: Echoes (GCN, 2004)
  - Metroid Prime Pinball (DS, 2005)
  - Metroid Prime: Hunters (DS, 2006)
  - Metroid Prime 3: Corruption (Wii, TBA)

### Mi-Mo
- Michael Jackson's Moonwalker (Sega, 1990)
- MicroLeague Baseball
- MicroLeague Football
- Microsoft Flight Simulator seria
- Microsoft Golf
- Midnight Club (Rockstar, 2000)
- Midtown Madness (seria)
  - Midtown Madness
  - Midtown Madness 2
  - Midtown Maddness 3
- MiG Alley
- Might and Magic seria (1986)
- Millennium 2.2
- Millipede
- Minecraft
- Minesweeper
- Missile Command
- Modem Wars
- Moist (Scarlet Herring, 1996)
- MoleZ
- The Moment of Silence
- Monaco Grand Prix
- Monopoly Tycoon
- Monkey Island seria
  - The Secret of Monkey Island
  - Monkey Island 2: LeChuck's Revenge
  - The Curse of Monkey Island
  - Escape from Monkey Island
- Monsters, Inc.
- Monster Truck Madness (seria)
  - Monster Truck Madness
  - Monster Truck Madness 2
- Monty on the Run
- Moria
- Mortal Kombat seria
  - Mortal Kombat Advance
- Motor City Online
- Mount & Blade

## N
- N90 Dayfire
- Nahlakh
- Naruto: Ultimate Ninja Storm
- Naruto Shippuden: Ultimate Ninja Storm 2
- Naruto Shippuden: Ultimate Ninja Storm 3
- Naruto Shippuden: Ultimate Ninja Storm 3 Full Burst
- Naruto Shippuden: Ultimate Ninja Storm 4
- Natuk
- NBA Jam seria
- Nebulus
- Need for Speed seria
  - The Need for Speed
  - Need for Speed II
  - Need for Speed III: Hot Pursuit
  - Need for Speed: High Stakes
  - Need for Speed: Porsche Unleashed
  - Need for Speed: Motor City (working title of Motor City Online)
  - Need for Speed: Hot Pursuit 2
  - Need for Speed: Underground
  - Need for Speed: Underground 2
  - Need for Speed: Most Wanted
  - Need for Speed: Carbon
  - Need for Speed: ProStreet
  - Need for Speed: V-Rally
  - Need for Speed: V-Rally 2
- NetHack
- Netrek
- Network
- Neuromancer
- Neverwinter Nights seria de la BioWare
- New Adventures of Mary Kate and Ashley
- New Super Mario Bros. (Nintendo, 2006)
- New Zealand Story
- NFL Blitz seria
  - NFL Blitz 20-02
- NFL Challenge
- NHL (seria)
  - NHL 92
  - NHL 93
  - NHL 94
  - NHL 95
  - NHL 96
  - NHL 97
  - NHL 98
  - NHL 99
  - NHL 2000
  - NHL 2001
  - NHL 2002
  - NHL 2003
  - NHL 2004
  - NHL 2005
- Nibbles (Microsoft, 1991)
- Nibbles from Redwood High School (Larkspur)
- Nightfire
- Night Hawk: F-117A Stealth Fighter 2.0
- Nik & Kit
- Nikopol: Secrets of the Immortals
- NiL
- Nintendogs seria
  - Nintendogs: Best Friends (Nintendo, 2005)
  - Nintendogs: Chihuahua and Friends (Nintendo, 2005)
  - Nintendogs: Dachshund and Friends (Nintendo, 2005)
  - Nintendogs: Dalmatian and Friends (Nintendo, 2006)
  - Nintendogs: Labrador and Friends (Nintendo, 2005)
- Nobby the Aardvark
- Nobunaga's Ambition
- Noctis
- No One Lives Forever seria
- North and South
- Number Munchers

## O
- O2Jam
- Obliterator
- Oddworld seria
- Oids (FTL, 1986)
- OMEGA
- Omega Boost
- Oni
- OpenTTD
- The Operational Art of War
- Operation Flashpoint
- Operation Innerspace
- Operation: Overkill II
- Operation Thunderbolt
- Operation Wolf
- Orbiter
- The Oregon Trail seria
- Ork
- Outlaws
- Outpost
- Outpost Kaloki X
- Out Run
- Oxyd